# Geraint Thomas National Velodrome of Wales

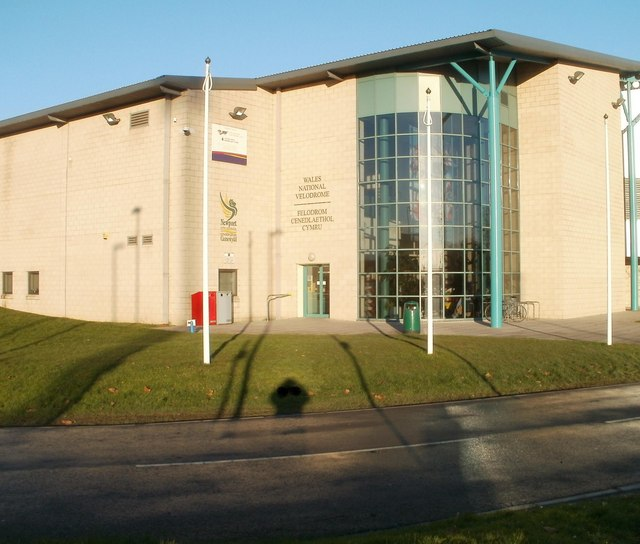
Eingang zum Wales National Velodrome

Das Geraint Thomas National Velodrome of Wales ist ein Radsportzentrum mit Radrennbahn im walisischen Newport. Es liegt im Newport International Sports Village.
Das Velodrome beheimatet eine von bisher fünf international anerkannten Radrennbahnen im Vereinigten Königreich, neben dem National Cycling Centre in Manchester, dem Lee Valley Velodrome in London, dem Sir Chris Hoy Velodrome in Glasgow und der Derby Arena in Derby. Die Bahn ist 250 Meter lang und aus Kiefernholz, konzipiert wurde sie von Ron Webb. Sie wurde 2004 eröffnet und seitdem für nationale Meisterschaften sowie für das Training der nationalen Bahnradsport-Elite genutzt. Die Tribünen bieten Platz für 500 Zuschauer.
Das Velodrome verfügt darüber hinaus über weitere multifunktionale Sporträume, Kraft- und Fitnessräume. Es ist zudem Sitz des walisischen Radsportverbandes Welsh Cycling. Betrieben wird die Radrennbahn vom Newport City Council.
Das Radsportzentrum trug zunächst den Namen Wales National Velodrome. Im August 2018 wurde es zu Ehren des Tour-de-France-Siegers Geraint Thomas, der aus Wales stammt, in Geraint Thomas National Velodrome of Wales umbenannt.
Im April 2021 sollte im Geraint Thomas National Velodrome ein Lauf des UCI Track Cycling Nations’ Cup ausgetragen werden. Im März 2021 wurde diese Austragung wegen der COVID-19-Pandemie abgesagt.